# Walther Weigelt
Walther Johannes Paul Weigelt (* 24. Februar 1877 in Stauchitz; † 19. August 1965 in Freiberg) war ein deutscher Bergrechtler und Hochschullehrer an der Bergakademie Freiberg.
Nach dem Abitur an der Fürstenschule St. Afra in Meißen studierte Weigelt 1896 bis 1899 an der Universität Leipzig Rechts- und Staatswissenschaften. Während seines Studiums wurde er 1896 Mitglied der Sängerschaft Arion Leipzig. 1905 wurde er Hilfsrichter am Landgericht Freiberg und 1906 Mitarbeiter in der sächsischen Bergverwaltung, 1908 Finanzassessor, 1909 Finanzamtmann, 1914 zum Bergamtsrat und 1920 zum Oberbergamtsrat. 1922 wurde er Direktor des Knappschaftsoberversicherungsamts. 1914  wurde Weigelt zum außerordentlichen Professor und 1918 zum ordentlichen Professor für Bergrecht und allgemeine Rechtskunde an der Bergakademie berufen. 1942 wurde er in den Ruhestand versetzt, hielt aber Vorlesungen bis 1952.
Nach dem Zweiten Weltkrieg wurde Weigelt am 27. August 1945 zum Berghauptmann ernannt und mit der Leitung des Oberbergamts in Freiberg betraut. Die Behörde wurde am 20. November 1946 aufgelöst. Bis zum 31. August 1948 war Weigelt weiterhin Leiter der Sonderabteilung in der Verwaltung der sächsischen Kohlenindustrie. Die Bergakademie Freiberg ehrte ihn 1947 als Ehrensenator.
In Weigelts Amtszeit entstanden reichseinheitliche Vorschriften (1934 das Lagerstättengesetz, 1942 die Verordnung über die Aufsuchung und Gewinnung von mineralischen Bodenschätzen), doch blieb das Bergrecht im Wesentlichen Landesrecht. In seinen Veröffentlichungen stellte er das geltende Bergrecht zumeist rechtsvergleichend und historisch reflektierend dar. Im November 1933 unterzeichnete er das Bekenntnis der deutschen Professoren zu Adolf Hitler.